# Phare de la Pointe Ouest
Le phare de la Pointe Ouest est un phare actif situé sur la Pointe Ouest (ceb) de l' île de la Gonâve, dans le département de l'Ouest à Haïti, en mer des Caraïbes.

## Histoire
La station de signalisation maritime a été établie en 1925. Ce premier phare avait un plan focal de 16 m.
Le phare actuel, situé sur la pointe ouest de l'île de la Gonâve, avertit les navires en approche de l'île. Il n'est accessible uniquement que par bateau.

## Description
Ce phare  est une tour quadrangulaire métallique à claire-voie, avec une galerie et une petite lanterne de 12 m de haut. La tour est peinte en blanc. Il émet, à une hauteur focale de 85 m, quatre éclats blancs d'une seconde par période de 15 secondes. Sa portée est de 20 milles nautiques (environ 37 km).
Identifiant : Amirauté : J5382 - NGA : 110-14168.

## Caractéristique dufeu maritime
Fréquence : 15 secondes (W-W-W-W)
- Lumière :1 seconde (3 fois)
- Obscurité : 1.5 secondes (3 fois)
- Lumière : 1 seconde
- Obscurité : 6.5 secondes

### Lien connexe
- Liste des phares d'Haïti